# Hoverbike de Chris Malloy
Le Hoverbike (littéralement, « deux-roues volant ») est un projet de construction d'un engin hybride entre un scooter des mers et un hélicoptère. L'objectif du concepteur australien, Chris Malloy, ancien pilote d'hélicoptère, est de créer la « première moto volante » au monde, alternative bon marché à l'hélicoptère.

## Principe
La première version bicoptère se présente sous la forme d'un châssis porté dans les airs par deux paires d'hélices placées aux extrémités de la moto. L'hoverbike est doté d’un moteur bicylindre de chez BMW.
Comme sur un hélicoptère bi-rotor traditionnel et ainsi permettre de contrôler la stabilité, les deux turbines tournent dans le sens opposé. L'engin pèse 105 kg et permet un décollage avec un poids total en charge de 270 kg.
Depuis ce premier prototype, une seconde conception est orientée d’un bicoptère vers un quadricoptère.

## Historique
Un test de vol est mis en ligne en février 2012. Les concepteurs du projet de ce design à deux hélices s'orientent vers un prototype à quatre hélices depuis (quadricoptère).

## Financement
Durant l'année 2014, une campagne de financement participatif a permis de récolter 64 089 £ (81 374 €) sur kickstarter.com afin de financer le projet d'une version miniature à l'échelle 1/3 du drone, afin de continuer le développement de la version pilotée.
La miniature à l'échelle 1/3 est à la vente en version « basique » (pour 755 €) et une version « complète » sera commercialisée en novembre 2014 (pour 1 333 €). Ce modèle est conçu pour se plier encore jusqu’à 1/3 de sa taille pour le transport ; un sac de transport est conçu à cet effet. En novembre 2014, le nouveau modèle « Drone 3 » voit le jour.

## Applications
L’équipe envisage l'utilisation de cet engin à des fins d'applications pratiques, telles que les secours pour le ski et la montagne ou les secours nécessitant une extraction de personnes dans les cas de catastrophes et d'urgence, et aussi à des fins de logistique.